# Роберт Ленджер
Роберт Семюел Ленджер молодший (англ. Robert Samuel Langer junior; народився 29 серпня 1948, Олбані, Нью-Йорк) — американський інженер-хімік, професор Массачусетського технологічного інституту.

## Біографія
Роберт Семюел Ленджер молодший народився в родині Роберта Самуеля старшого та Мері Ленджер, до шлюбу Шварц. Він вивчав хімічну інженерію, здобув ступінь бакалавра в Корнельському університеті в 1970 році та ступінь доктора в 1974 році у Кларка К. Колтона в Массачусетському технологічному інституті (MIT). Після докторських досліджень з Джудою Фолкманом у онкологічному відділенні Бостонської дитячої лікарні з 1974 по 1977 рік він був доцентом з 1978 по 1981 рік, ад'юнкт-професором з 1981 по 1985 рік, професором з 1985 по 1989 рік та професор хімічної та медичної інженерії з 1989 по 2004 рік. З 2005 року він є професором МТІ.
Дослідження Ленджера розташовані на стикубіотехнології та матеріалознавства. Основна увага зосереджена на розробці полімерів, які дозволяють лікам, вбудованим у них, вивільнятися контрольованим чином протягом тривалих періодів часу. Таким чином побічні ефекти можна зменшити шляхом зниження дози.
Ленджер також вивчає методи доставки в організмі інсуліну, методи боротьби зі злоякісними пухлинами, фактори росту та вакцини. Окрім того він розробляє системи, швидкість доставки яких можна спеціально модифікувати магнітним, ферментативним або ультразвуковим шляхом, і шукає нові підходи до подолання фізіологічних бар'єрів, таких як гематоенцефалічний бар'єр, кишкова стінка, кров'яно-повітряний бар'єр або шкіра. Ще один напрямок роботи Langer — тканинна інженерія.
З 1988 року Ленджер одружений з Лаурою Фейгенбаум, від якої у нього троє дітей. Його хобі — магія і біг підтюпцем.

## Праці
Окрім понад 1300 наукових статей і понад 1000 виданих або заявлених патентів по всьому світу, Ленджер написав такі книги:
- Enzymatic regeneration of ATP. Dissertation, Massachusetts Institute of Technology, Department of Chemical Engineering, 1974.
- У співавторстві William Hrusheysky, Felix Theeuwes: Temporal Control of Drug Delivery. New York Academy of Sciences, New York 1991, ISBN 0-89766-633-X, ISBN 0-89766-634-8

## Премії
- 1986: Нагорода відділу харчової, фармацевтичної та біоінженерії (Американський інститут інженерів-хіміків)
- 1989: Нагорода засновників (Товариство контрольованого випуску)
- 1989: Creative Polymer Award (Американське хімічне товариство)
- 1990: Нагорода за професійний прогрес (Американський інститут інженерів-хіміків)
- 1990: Премія Клемсона (Товариство біоматеріалів)
- 1990: і 1992 Премія за видатну фармацевтичну статтю (Товариство контрольованого випуску)
- 1991: Премія Чарльза М. Стайна в галузі матеріалознавства та інженерії (Американський інститут інженерів-хіміків)
- 1991: Премія Organon-Teknika (Міжнародне товариство штучних внутрішніх органів)
- 1992: Премія прикладної полімерної науки (Американське хімічне товариство)
- 1992: Меморіальна лекційна нагорода Перлмана (Американське хімічне товариство)
- 1992: Нагорода Американського хімічного товариства за прикладну полімерну науку, Премія Філіпса
- 1992: Медаль Вайлі (Управління з контролю за якістю харчових продуктів і медикаментів)
- 1993: Нагорода видатного фармацевтичного вченого (Американська асоціація фармацевтичних вчених)
- 1995: Нагорода Джона В. Гаятта за заслуги перед людством (Товариство інженерів пластмас)
- 1995, 1996 та 1999: Премія Еберта (Американська фармацевтична асоціація)
- 1996: премія Вільяма Вокера (Американський інститут інженерів-хіміків)
- 1996: Нагорода за дослідження (Американська діабетична асоціація)
- 1996: Міжнародна премія Фонду Гайрднера
- 1997: Медаль Wiley (FDA)
- 1997 Премія Кілліана (MIT)
- 1998: Премія Lemelson-MIT за винаходи та інновації
- 1998: Міжнародна премія Фонду Нагаї
- 1999: Премія ACS з хімії полімерів (Американське хімічне товариство)
- 2000: Millerial Pharm. Нагорода (Товариство контрольованого випуску)
- 2000: Нагорода Glaxo Wellcome (Товариство контрольованого випуску)
- 2000: Премія Воллеса Карозерса (Американське хімічне товариство, Делаверська секція)
- 2002: Премія Чарльза Старка Дрейпера (Національна інженерна академія)
- 2002: Премія Діксона в галузі науки
- 2003: Премія Гайнца в галузі технології, економіки та працевлаштування
- 2003: Премія Гарві в галузі науки і техніки та здоров'я людини
- 2003: Премія Джона Фріца (Американська асоціація інженерних товариств)
- 2004: Премія Чарльза Ф. Кеттерінга за дослідження раку (Фонд дослідження раку General Motors)
- 2005: Премія Медичного центру Олбані в галузі медицини та біомедичних досліджень
- 2005: Премія Дена Девіда в галузі матеріалознавства
- 2005: Премія фон Гіппеля
- 2006: Національна медаль науки
- 2006: Введено до Національної зали слави винахідників
- 2007: Премія відділу полімерної хімії Германа Ф. Марка
- 2008: Технологічна премія тисячоліття
- 2008: Дослідницька премія імені Макса Планка разом з Пітером Фратцлем (Інститут колоїдів і меж розділу Макса Планка)
- 2008: Премія принцеси Астурійської
- 2011: Національна медаль за технології
- 2011: Премія Фонду Воррена Альперта
- 2012: Медаль Вільгельма Екснера
- 2013: Премія Вольфа з хімії
- 2013: Медаль IRI
- 2014: Премія за прорив у науках про життя
- 2014: Chemical Pioneer Awards
- 2014: Премія Кіото
- 2014: Нагорода біотехнологічної спадщини
- 2015: Премія Шеєле (Шведське фармацевтичне товариство)
- 2015: Премія королеви Єлизавети в галузі інженерії
- 2016: Медаль Бенджаміна Франкліна від Інституту Франкліна
- 2016: Європейська премія винахідника
- 2017: Премія Кабіллера в галузі нанонауки та наномедицини
- 2019: Премія Дрейфуса з хімічних наук
- 2021: Нагорода Фонду BBVA Frontiers of Knowledge Award у галузі біомедицини[10]
- 2022: премія Бальцана

Ленджер отримав такі почесні докторські ступені: 1996 ETH Zurich, 1997 Техніон, Лувенський католицький університет, Єврейський університет, Ліверпульський університет, 2005 Уппсальський університет, 2005, Університет штату Пенсильванія 2005 Ноттінгемський університет, 2006 Albany Medical College of Pennsylvania State University., 2006 Північно — західний університет, Єльський університет.

## Членства
- Американський інститут медичної та біологічної інженерії
- Американська асоціація фармацевтичних вчених
- Товариство Біоматеріалів
- Американський інститут інженерів-хіміків
- Товариство контрольованого випуску
- Американське товариство штучних внутрішніх органів
- Товариство біомедичної інженерії
- Міжнародне товариство штучних внутрішніх органів
- Американське хімічне товариство
- Американська академія мистецтв і наук
- 1989 Інститут медицини
- 1992 Національна інженерна академія
- 1992 Національна академія наук
- 2014 Австрійська академія наук
- 2018 Королівське товариство Канади